# Yuzuha Shiba
Yuzuha Shiba (柴柚葉 Shiba Yuzuha) es un personaje de la serie de manga y anime Tokyo Revengers, creada por Ken Wakui. Es la hermana menor de Taiju y la hermana mayor de Hakkai, su objetivo es proteger a Hakkai de los maltratos de su hermano mayor, Es interpretada en japonés por Mikako Komatsu.

## Apariencia
Yuzuha es una adolescente delgada y una estatura normal, Sus ojos son grandes y de color anaranjado. Tiene el cabello largo y sus cejas son estrechas, es bastante inteligente cuando se lo propone pero en algunas ocasiones comete errores y trata de resolverlos a su manera.

## Vestimenta
En su primera aparición y durante  el Arco de Black Dragon, Yuzuha lleva lo que parece ser su uniforme escolar, este consiste en una camiseta negra de manga larga con rayas doradas en el cuello y en las mangas y una falda del mismo color. También unos zapatos escolares marrones y unos calcetines de color blanco blancos.
Después de la pelea en la iglesia en el Arco de los Black Dragon, durante el festejo de Año Nuevo, se pudo observar a Yuzuha con una vestimenta diferente. Ella llevaba una yukata con adornos de flores junto con un pequeño abrigo de piel cubriéndose los hombros. Además se pudo observar que tenía su cabello recogido y adornado con un bonito clip de flores.
En algunas ocasiones, se pudo observar a Yuzuha con sus audífonos puestos o a veces los lleva alrededor del cuello.

## Personalidades

### Personalidad familiar
Debido a la deplorable situación familiar, Yuzuha fue obligada a madurar a temprana edad más que otras personas. Es una chica muy protectora con las personas importantes para ella, sobre todo con su hermano menor, Hakkai. Yuzuha es una chica valiente la cual no tiene miedo de enfrentarse a personas más fuertes que ella aun sabiendo que puede resultar malherida.
A pesar de que ella actúa como una persona madura y fuerte e intenta comportarse como una adulta para proteger a su hermano menor de los abusos y maltratos de Taiju, Yuzuha sigue siendo solo una adolescente la cual desea terminar con la situación de abusos y maltratos que ejerce su hermano mayor Taiju sobre ella y Hakkai. Ella intenta  vivir una vida tranquila y feliz desde que su hermano Taiju perdió contra Mikey y la Tokyo Manji, esto llevó a qué Taiju intentara cambiar su actitud, lo que le llevó a marcharse de su casa.

### Personalidad laboral
En la línea temporal del futuro se puede observar a Yuzuha cómo adulta y responsable, llevando una vida tranquila al lado de su hermano Hakkai, Yuzuha se convirtió en Mánager de Hakkai, este mismo se convirtió en un reconocido y famoso modelo y diseñador de ropa, en la actualidad los tres hermanos viven una vida tranquila, alejados de los crímenes.

## Habilidades

### Fuerza
Yuzuha puede ser tranquila y débil, pero ella es igual que sus hermanos, Yuzuha desarrolló habilidades de pelea impresionantes, siendo capaz de derribar a una persona con tan sólo una patada.

### Valentía y resistencia
Yuzuha tiene una gran determinación y valentía la cual acompaña con sus habilidades de pelea. Si es necesario Yuzuha no lo piensa dos veces antes de golpear. Además tiene un gran resistencia debido a que toda su infancia y su adolescencia recibía golpes constantes de su hermano mayor, pero esto no la detuvo, llegó incluso a pelear con Inui cuando esté mismo puso una Navaja en el cuello de Hakkai cuando este no quería regresar a Black Dragon, Yuzuha observo todo y lanzó una fuerte patada en la cabeza de Inui dejándolo en el suelo, cuando Yuzuha se lo propone ella es capaz de asesinar con tal de proteger a su hermano menor.